# Palácio das Mangabeiras
O Palácio das Mangabeiras foi a residência oficial dos Governadores do estado brasileiro de Minas Gerais. Foi inaugurado em 1955, durante o governo de Juscelino Kubitschek. O projeto inicial foi feito por Oscar Niemeyer, com jardins planejados por Roberto Burle Marx. Em governos posteriores, o palácio passou por obras de expansão que alteraram a construção do projeto inicial.
O palácio localiza-se na Serra do Curral, no bairro de Mangabeiras em Belo Horizonte. Foi construído no período de 1951 a 1955, a pedido do então governador mineiro Juscelino Kubitschek, que desejava transferir a residência de sua família para um lugar diferente do Palácio da Liberdade, pois considerava este inadequado para conciliar as atividades profissionais e familiares.
Desde a inauguração, o palácio sempre serviu de residência para todos os governadores mineiros, entretanto o Governador Romeu Zema, que iniciou o mandato em janeiro de 2019, optou por residir em imóvel próprio. O governador vinha negociando parcerias com entidades privadas para decidir o futuro do palácio.
Em decreto emitido pelo Governador Romeu Zema em 5 de Junho de 2019, o Palácio das Mangabeiras deixou de ser considerado residência oficial do chefe do executivo e passou a integrar a lista de bens dominicais do estado de Minas Gerais. Apesar de desocupado, o palácio ainda gerava despesas de mais de um milhão de reais por ano, envolvendo custos de água e energia elétrica, serviços de apoio, limpeza, engenharia e vigilância.
Em 2022 o Palácio e a área de 42 mil metros quadrados que ocupa foram convertidos ao Parque do Palácio, um espaço aberto a população que recebe eventos culturais, como exposições e apresentações artisticas. Entre 2023 e 2024 o parque recebeu um total de 42 eventos, além de cerimônias menores como casamentos e oficinas.